# Вадамараччи
Вадамараччи (там. வடமாராட்சி) — лагуна в Северной провинции Шри-Ланки. Вадамараччи глубоко вдаётся в полуостров Джафна с севера, отделяя район Вадамараччи от районов Валикамам и Тенмараччи. Площадь — 77,87 км². Максимальная глубина — 2 метра.
Лагуна связана с Бенгальским заливом узким каналом на севере полуострова около города Тондаманнар. Вода лагуны очень солёная. Лагуна окружена плотно населёнными районами. На берегах растут пальмировая пальма, кокосовая пальма, рисовые плантации и лес.
На Вадамараччи растут мангры и водоросли. Обитает множество видов водоплавающих птиц, например, американский фламинго, утки, чайки, крачки, кулики.